# 艾氏真墨西哥鮈
艾氏真墨西哥鮈（学名：Evarra eigenmanni）为輻鰭魚綱鯉形目雅羅魚科真墨西哥鮈屬的其中一種，該物種分布於中美洲墨西哥，棲息在中底層水域，已滅絕。